# Ogooué-Leketi nationalpark
Ogooué-Leketi nationalpark är en nationalpark i Kongo-Brazzaville, upprättad 2018. Den ligger i departementen Lékoumou och Plateaux, i den centrala delen av landet.